# Championnats des Pays-Bas de VTT
Les championnats des Pays-Bas de vélo tout terrain sont des compétitions annuelles permettant de délivrer les titres de champions des Pays-Bas de VTT. Les premiers championnats ont eu lieu en 1988.

## Palmarès masculin

### Cross-country
| Année | Or                      | Argent             | Bronze                   |
| ----- | ----------------------- | ------------------ | ------------------------ |
| 1988  | Jim van Overbeek        |                    |                          |
| 1989  | Henk Baars              |                    |                          |
| 1990  | Wim de Vos              |                    |                          |
| 1991  | Frank van Bakel         |                    |                          |
| 1992  | Marcel Arntz            |                    | Bart Brentjens           |
| 1993  | Marcel Arntz            | Hans Steekers      |                          |
| 1994  | Marcel Arntz            | Bart Brentjens     |                          |
| 1995  | Bart Brentjens          | Marcel Gerritsen   | Richard Groenendaal      |
| 1996  | Bart Brentjens          | Patrick Tolhoek    | Richard Groenendaal      |
| 1997  | Richard Groenendaal     | Bart Brentjens     | Bas van Dooren           |
| 1998  | Patrick Tolhoek         | Bas van Dooren     | Erik Boezewinkel         |
| 1999  | Bas van Dooren          | Bart Brentjens     | Patrick Tolhoek          |
| 2000  | Bart Brentjens          | Bas van Dooren     | Gerben de Knegt          |
| 2001  | Bart Brentjens          | Bas van Dooren     | Bas Peters               |
| 2002  | Bart Brentjens          | Gerben de Knegt    | Bas van Dooren           |
| 2003  | Bart Brentjens          | Thijs Al           | Bas Peters               |
| 2004  | Bart Brentjens          | Maarten Tjallingii | Erwin Bakker             |
| 2005  | Bart Brentjens          | Bas Peters         | Erwin Bakker             |
| 2006  | Bart Brentjens          | Rudi van Houts     | Thijs Al                 |
| 2007  | Bart Brentjens          | Rudi van Houts     | Bas Peters               |
| 2008  | Thijs Al                | Rudi van Houts     | Bas Peters               |
| 2009  | Thijs Al                | Gerben de Knegt    | Jelmer Pietersma         |
| 2010  | Rudi van Houts          | Bas Peters         | Frank Schotman           |
| 2011  | Rudi van Houts          | Hans Becking       | Henk Jaap Moorlag        |
| 2012  | Hans Becking            | Frank Schotman     | Bas Peters               |
| 2013  | Michiel van der Heijden | Rudi van Houts     | Thijs Al                 |
| 2014  | Michiel van der Heijden | Niels Wubben       | Hans Becking             |
| 2015  | Michiel van der Heijden | Hans Becking       | Rudi van Houts           |
| 2016  | Hans Becking            | Rudi van Houts     | Michiel van der Heijden  |
| 2017  | Michiel van der Heijden | Hans Becking       | Milan Vader              |
| 2018  | Mathieu van der Poel    | Hans Becking       | Michiel van der Heijden  |
| 2019  | Milan Vader             | David Nordemann    | Hans Becking             |
| 2020  | Milan Vader             | Jeroen van Eck     | Erik Groen               |
| 2021  | Milan Vader             | David Nordemann    | Bas Peters               |
| 2022  | David Nordemann         | Stan Godrie        | Wim de Bruin             |
| 2023  | Morris Gruiters         | Frits Biesterbos   | Rens Teunissen Van Manen |
| 2024  | Morris Gruiters         | Chris van Dijk     | Jelte Jochems            |

### Cross-country short track
| Année | Or                       | Argent       | Bronze     |
| ----- | ------------------------ | ------------ | ---------- |
| 2025  | Rens Teunissen van Manen | Freek Bouten | Nick Klijn |

### Cross-country eliminator
| Année | Or             | Argent         | Bronze             |
| ----- | -------------- | -------------- | ------------------ |
| 2016  | Daniel Prijkel | Milan Vader    | Lehvi Braam        |
| 2017  | Jeroen van Eck | Daniel Prijkel | Carlo van den Berg |
| 2018  | Jeroen van Eck | Ian Schumacher | Demiz Hebing       |
| 2019  | Jeroen van Eck | Lehvi Braam    | Kyle Agterberg     |

### Marathon
| Année | Or                 | Argent             | Bronze                  |
| ----- | ------------------ | ------------------ | ----------------------- |
| 2005  | Bart Brentjens     |                    |                         |
| 2006  | Bas Peters         | Ramses Bekkenk     | Rick Evers              |
| 2008  | Ramses Bekkenk     | Bart Brentjens     | Jelmer Pietersma        |
| 2009  | Bart Brentjens     |                    |                         |
| 2010  | Frank Schotman     | Axel Bult          | Niels Wubben            |
| 2011  | Bas Peters         | Bram Rood          | Bart Brentjens          |
| 2012  | Ramses Bekkenk     | Frank Schotman     | Jeroen Boelen           |
| 2014  | Bram Rood          | Ronan van Zandbeek | Rob van Der Werf        |
| 2015  | Ronan van Zandbeek | Bas Peters         | Hans Becking            |
| 2016  | Jasper Ockeloen    | Marco Minnaard     | Rudi van Houts          |
| 2017  | Lars Boom          | Jasper Ockeloen    | Robbert de Nijs         |
| 2018  | Lars Boom          | Jasper Ockeloen    | Gert-Jan Bosman         |
| 2019  | Hans Becking       | Lars Boom          | Thom Bonder             |
| 2021  | Hans Becking       | Tim Smeenge        | Lennart van Houwelingen |
| 2022  | Tim Smeenge        | Stan Godrie        | Hans Becking            |
| 2023  | Hans Becking       | Pascal Eenkhoorn   | Tom Schellekens         |
| 2024  | Tim Smeenge        | Hans Becking       | Tom Schellekens         |

### Descente
| Année | Or                    | Argent                 | Bronze                 |
| ----- | --------------------- | ---------------------- | ---------------------- |
| 1999  | Gerwin Peters         | Bas de Bever           | Michel Kruiper         |
| 2000  | Gerwin Peters         | Bas de Bever           | Gert Tholen            |
| 2002  | Bas van Son           | Leonard Van Valkenhoef | Wilfred van de Haterd  |
| 2006  | Wilfred van de Haterd | Daniel Prijkel         | Leonard van Valkenhoef |

### Beachrace
| Année       | Or                        | Argent                    | Bronze              |
| ----------- | ------------------------- | ------------------------- | ------------------- |
| 2014        | Jasper Ockeloen           | Jeroen Boelen             | Bram Imming         |
| 2015 (janv) | Richard Jansen            | Bram Imming               | Sebastian Langeveld |
| 2015 (déc)  | Thijs Zonneveld           | Jasper Ockeloen           | Roy Beukers         |
| 2017        | Ronan van Zandbeek        | Richard Jansen            | Thijs Zonneveld     |
| 2018        | Jasper Ockeloen           | Robbert de Nijs           | Ronan van Zandbeek  |
| 2019        | Coen Vermeltfoort         | Jasper Ockeloen           | Bram Rood           |
| 2020        | Ivar Slik                 | Rick van Breda            | Jordy Buskermolen   |
| 2022        | Rick van Breda            | Roel van Sintmaartensdijk | Jasper Ockeloen     |
| 2023        | Jules de Cock             | Ivar Slik                 | Thijs Zonneveld     |
| 2024 (fev)  | Daan van Sintmaartensdijk | Jasper Ockeloen           | Thijs Zonneveld     |
| 2024 (déc)  | Rick van Breda            | Pepijn Veenings           | Stijn Appel         |

## Palmarès féminin

### Cross-country
| Année | Or                      | Argent                  | Bronze                  |
| ----- | ----------------------- | ----------------------- | ----------------------- |
| 1995  | Loes van Wersch         | Vanessa van Dijk        | Reza Hormes-Ravenstijn  |
| 1996  | Loes van Wersch         | Sandra Coppoolse        | Inge Velthuis           |
| 1997  | Yvonne Brunen           | Corine Dorland          | Elsbeth van Rooy-Vink   |
| 1998  | Elsbeth van Rooy-Vink   | Vanessa van Dijk        | Corine Dorland          |
| 1999  | Corine Dorland          | Loes van Wersch         | Yvonne Brunen           |
| 2000  | Corine Dorland          | Daphny van den Brand    | Tessa Sollaart          |
| 2001  | Corine Dorland          | Elsbeth van Rooy-Vink   | Daphny van den Brand    |
| 2002  | Daphny van den Brand    | Corine Dorland          | Bernadine Boog-Rauwerda |
| 2003  | Elsbeth van Rooy-Vink   | Saskia Elemans          | Laura Turpijn           |
| 2004  | Elsbeth van Rooy-Vink   | Corine Dorland          | Bernadine Boog-Rauwerda |
| 2005  | Bernadine Boog-Rauwerda | Elsbeth van Rooy-Vink   | Ariëlle van Meurs       |
| 2006  | Elsbeth van Rooy-Vink   | Laura Turpijn           | Bernadine Boog-Rauwerda |
| 2007  | Laura Turpijn           | Bernadine Boog-Rauwerda | Elsbeth van Rooy-Vink   |
| 2008  | Elsbeth van Rooy-Vink   | Laura Turpijn           | Ariëlle van Meurs       |
| 2009  | Laura Turpijn           | Reza Hormes-Ravenstijn  | Monique Zeldenrust      |
| 2010  | Laura Turpijn           | Ariëlle Boek            | Anne Terpstra           |
| 2011  | Laura Turpijn           | Sanne van Paassen       | Anne Terpstra           |
| 2012  | Laura Turpijn           | Rozanne Slik            | Anne Terpstra           |
| 2013  | Anne Terpstra           | Annefleur Kalvenhaar    | Mirre Stallen           |
| 2014  | Anne Terpstra           | Annemarie Worst         | Laura Turpijn           |
| 2015  | Anne Terpstra           | Laura Turpijn           | Britt van den Boogert   |
| 2016  | Anne Terpstra           | Annemarie Worst         | Anne Tauber             |
| 2017  | Anne Tauber             | Anne Terpstra           | Annemarie Worst         |
| 2018  | Anne Terpstra           | Anna van der Breggen    | Annemarie Worst         |
| 2019  | Anne Tauber             | Annemarie Worst         | Sophie von Berswordt    |
| 2020  | Anne Terpstra           | Anne Tauber             | Lotte Koopmans          |
| 2021  | Anne Tauber             | Sophie von Berswordt    | Lotte Koopmans          |
| 2022  | Anne Terpstra           | Lotte Koopmans          | Denise Betsema          |
| 2023  | Puck Pieterse           | Anne Tauber             | Sophie von Berswordt    |
| 2024  | Julia Van Der Meulen    | Romana Carfora          | Lotte Koopmans          |

### Cross-country short track
| Année | Or            | Argent               | Bronze           |
| ----- | ------------- | -------------------- | ---------------- |
| 2025  | Puck Pieterse | Julia van der Meulen | Femke Mossinkoff |

### Cross-country eliminator
| Année | Or            | Argent                | Bronze          |
| ----- | ------------- | --------------------- | --------------- |
| 2016  | Lizzy Witlox  | Laura van Regenmortel | Annemarie Worst |
| 2017  | Anne Terpstra | Kiki van Asselt       | Lizzy Witlox    |
| 2018  | Lizzy Witlox  | Hannah van Boven      | Didi de Vries   |
| 2019  | Didi de Vries | Larissa Hartog        | Bibi Verzijl    |

### Marathon
| Année | Or                      | Argent                 | Bronze                 |
| ----- | ----------------------- | ---------------------- | ---------------------- |
| 2005  | Bernadine Boog-Rouwerda | Elsbeth van Rooy-Vink  | Saskia Elemans         |
| 2006  | Elsbeth van Rooy-Vink   | Laura Turpijn          | Arielle Boek-Van Meurs |
| 2007  | Laura Turpijn           | Arielle Boek-Van Meurs | Chantal Beltman        |
| 2008  | Laura Turpijn           | Arielle Boek-Van Meurs | Nicoletta de Jager     |
| 2010  | Laura Turpijn           | Mirre Stallen          | Nicoletta de Jager     |
| 2011  | Mirre Stallen           | Laura Turpijn          | Nicoletta de Jager     |
| 2012  | Laura Turpijn           | Hielke Elferink        | Monique Zeldenrust     |
| 2014  | Hielke Elferink         | Jolien Janssen         | Anne Terpstra          |
| 2015  | Hielke Elferink         | Annemiek van Vleuten   | Karen Brouwer          |
| 2016  | Hielke Elferink         | Karen Brouwer          | Pauliena Rooijakkers   |
| 2017  | Annemiek van Vleuten    | Hielke Elferink        | Karen Brouwer          |
| 2018  | Sophie von Berswordt    | Laura van Regenmortel  | Karen Brouwer          |
| 2019  | Laura Van Regenmortel   | Monique Zeldenrust     | Senna Feron            |
| 2021  | Pauliena Rooijakkers    | Rosa van Doorn         | Teuntje Beekhuis       |
| 2022  | Tessa Neefjes           | Karen Brouwer          | Rozanne Slik           |
| 2023  | Sophie von Berswordt    | Rosa van Doorn         | Diede Diederiks        |
| 2024  | Rosa van Doorn          | Lola Bakker            | Romana Carfora         |

### Beachrace
| Année       | Or                   | Argent              | Bronze              |
| ----------- | -------------------- | ------------------- | ------------------- |
| 2014        | Pauliena Rooijakkers | Alieke Hoogenboom   | Nina Kessler        |
| 2015 (janv) | Pauliena Rooijakkers | Roxane Knetemann    | Iris Slappendel     |
| 2015 (déc)  | Pauliena Rooijakkers | Nina Kessler        | Esther Kortekaas    |
| 2017        | Pauliena Rooijakkers | Alieke Hoogenboom   | Céline van Houtum   |
| 2018        | Pauliena Rooijakkers | Yvonne de Jong      | Willemiek Meinders  |
| 2019        | Natalie van Gogh     | Esther van Veen     | Femke Markus        |
| 2020        | Natalie van Gogh     | Nina Kessler        | Tessa Neefjes       |
| 2022        | Nina Kessler         | Tessa Neefjes       | Marit Raaijmakers   |
| 2023        | Nina Kessler         | Tessa Neefjes       | Mariëlle Trouwborst |
| 2024 (fév)  | Tessa Neefjes        | Mariëlle Trouwborst | Femke Markus        |
| 2024 (déc)  | Tessa Neefjes        | Femke Markus        | Mariëlle Trouwborst |